# Excel London

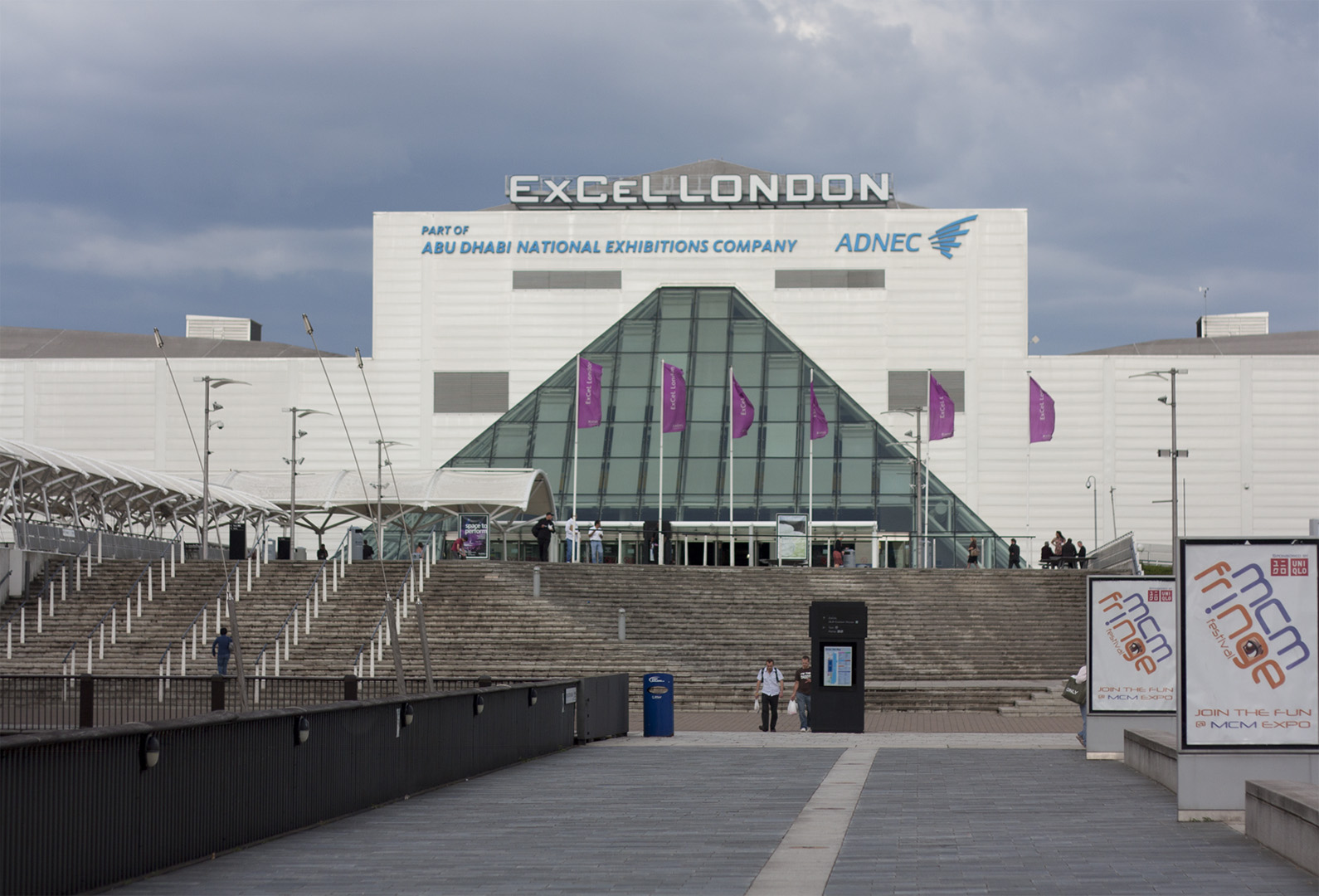
Excels västra entré.

Excel London, skrivet ExCeL London (Exhibition Centre London) är ett konferens- och utställningscenter i stadsdelen London Borough of Newham i Storbritanniens huvudstad London. Centret upptar en yta av 0,4 km² vid Royal Victoria Docks norra kaj i London Docklands, mellan Canary Wharf och London City Airport. Under sommaren år 2012 stod Excel London värd för boxning vid olympiska sommarspelen 2012. Utöver boxning arrangerades även fäktning, judo, taekwondo, bordtennis, tyngdlyftning och brottning vid centret.
Under coronaviruspandemin år 2020  omvandlades ExCeL till sjukhus for covid-19 patienter.